# Ење (Сарт)
Ење (фр. Aigné) је насељено место у Француској у региону Лоара, у департману Сарт.
По подацима из 2011. године у општини је живело 1561 становника, а густина насељености је износила 123,99 становника/km².

## Демографија
| 1962. | 1968. | 1975. | 1982. | 1990. | 2011. |
| ----- | ----- | ----- | ----- | ----- | ----- |
| 476   | 519   | 646   | 871   | 1.155 | 1.561 |